# Largo da Estação de Caminhos de Ferro

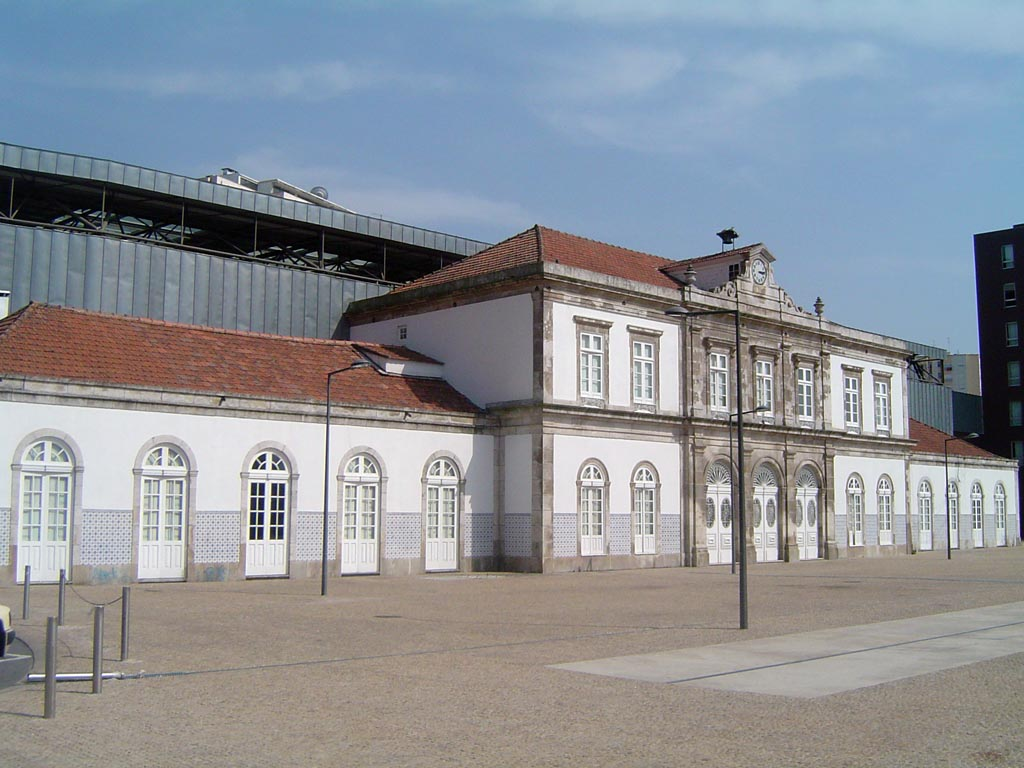
Antiga Estação de Caminho-de-Ferro.

O Largo da Estação de Caminhos-de-Ferro fica situado em Braga.
O largo foi aberto em 1875 aquando da chegada do Caminho-de-ferro a Braga.
No princípio era chamado Largo das Laranjeiras.
O largo dá acesso à Estação Ferroviária de Braga.